# Aragonés de Sobrepuerto
El aragonés de Sobrepuerto es la variedad dialectal del aragonés hablada en el Sobrepuerto, entre las comarcas de Sobrarbe y el Alto Gállego (provincia de Huesca, Aragón, España), perteneciente al bloque central. Se conoce gracias a los trabajos lexicográficos y literarios de José María Satué y a la tesis doctoral titulada "Toponimia de Tierra de Biescas y Sobrepuerto (Huesca)", leída por el filólogo Chesús Vázquez Obrador. La zona está despoblada en la actualidad.

## Fonética
Ejemplos de sordas intervocálicas conservadas: 
- capeza, crapazín, amullatar, fusata, caxico, sarrato

Casos de pérdida de -o final: 
- plan, tabán, fraxín

En la toponimia hay casos de evolución de la -LL- geminada latina hacia sonidos cacuminales análogos a la che vaqueira del asturiano occidental: -ch- en Ainielle, Basarán y Otal, -t- en Escartín:
- Batiecho, cundiacha
- Batella, batellón, castetillo, ostatiás

Casos de evolución de -ND- hacia -ny-:
- Baranya, fonyada, canyabla

Esto es un hecho curioso que nos ayuda interpretar la evolución fonética del aragonés pirenaico preliterario:
- La ny en aragonés y lenguas de alrededor es una evolución de la -NN- geminada latina y de -NY-. (PENNA > penya, Hispania > Espanya).
- Existen referencias medievales de topónimos con -NN- geminada, (Lanna, Panno), que provienen del grupo -ND- y que hoy se hallan con -n- simple (Lana, Pano).
- Baranya, fonyada... tienen -n- en otra hablas aragonesas (e incluso -nn- en belsetano).
- La deducción lógica es que en el Sobrepuerto la evolución de la -ND- latina hacia -nn- se dio cuando todavía no había acabado del todo la evolución de la -NN- latina hacia ny, y que la -nn- que venía de -ND- continuó evolucionando como si viniera de -nn- latina (hacia ny). En otras zonas más orientales la -nn- no evolucionó hacia ny y acabó en -n-, llegando los casos de ny desde fuera en tiempos más recientes.

## Morfología
- Partícula bi/i perdido, solo lo vemos fosilizado en i hai.
- Artículo ro, ros, ra, ras casi perdido en el habla viva, pero con aparición en la toponimia.
- Se registra prou, típico del polo oriental del aragonés (aragonés oriental, aragonés centro-oriental y aragonés somontanés), siendo el límite occidental de esta forma.

## Léxico
- Como representación de léxico occidental tenemos:
  - catirón, a ormino y xorruntar
- Como representación de léxico oriental tenemos:
  - guambra y rebasto.
- Coexisten formas orientales y occidentales:
  - ovella con uella
  - lurte con esliz
  - calderizo con cremallo
- Existen palabras comunes con el valle de Vio, Broto y Tena:
  - sisatera, trusa, marueño, fenal
- Y palabras propias del Sobrepuerto como:
  - musal, xolorar, xurrumido y esperringlero